# توکوگاوا کیوکو

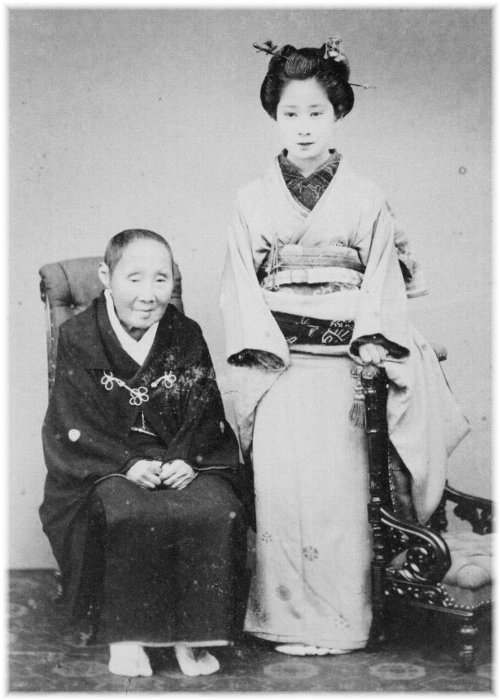
کیوکو و مادربزرگش شاهدخت یوشیکو (آریسوگاوا نو میا) (مادر توکوگاوا یوشینوبو)

توکوگاوا کیوکو (به ژاپنی: 徳川 鏡子 とくがわ きょうこ)، (تولد ۲ ژوئن ۱۸۷۳ (۶ میجی) - مرگ ۲۹ سپتامبر ۱۸۹۳ (۲۶ میجی) یک زن اشرافی در دوره میجی بود. او دختر بزرگ پانزدهمین شوگون، توکوگاوا یوشینوبو بود و با توکوگاوا ساتوتاکا، رئیس خاندان تایاسو توکوگاوا ازدواج کرد.

## تولد
در ۲ ژوئن ۱۸۷۳، از یوشینوبو و همسر غیراصلی‌اش، شینمورا نوبو متولد شد. اولین عکسی که از او گرفته شده، او را با مادربزرگش شاهدخت یوشیکو (آریسوگاوا نو میا) نشان می‌دهد.

## ازدواج و مرگ زودهنگام
در ۲۳ مارس ۱۸۸۷ (۲۰ میجی)، او با توکوگاوا ساتوتاکا از خاندان تایاسو توکوگاوا ازدواج کرد و صاحب چهار دختر شد، اما در ۲۹ سپتامبر ۱۸۹۳، در سن ۲۱ سالگی، بر اثر بیماری درگذشت. عکسی که دو سال قبل از مرگش، زمانی که ۱۹ ساله بود، گرفته شده، گمان می‌رود روزهای پایانی عمر او باشد. این زوج پسری نداشتند. پس از مرگ کیوکو، توکوگاوا ساتوتاکا با توموکو، دختر پنجم دوک شیمازو تادایوشی، ازدواج کرد و صاحب یک پسر بزرگتر و پنج دختر شد.